# Маргери Тирел
Маргери Тирел (енгл. Margaery Tyrell) је измишљени лик из серије епско-фантастичних романа Песма леда и ватре америчког аутора Џорџа Р. Р. Мартина и њене телевизијске адаптације Игра престола, где ју је тумачила енглеска глумица Натали Дормер. Маргери се први пут помиње у роману Игра престола (1996) и први пут се појављује у роману Судар краљева (1998). Касније се појавила у Олуји мачева (2000), Гозби за вране (2005) и Плесу са змајевима (2011).
Маргери је члан куће Тирел, друге најбогатије и највеће од осам Великих кућа у Вестеросу. Она је сестра Лораса Тирела и унука Олене Тирел. Као и њена баба, Маргери је проницљива, амбициозна и прилагодљива и користи своју лепоту, великодушност и породични утицај да себи обезбеди моћ. Након што се током трајања приче удала за три краља, она постаје утицајна политичка фигура у Вестеросу, што је често доводи у сукоб са њеном главном ривалком на двору, Серсеи Ланистер.